# Bracon cisellatus
Bracon cisellatus är en stekelart som beskrevs av Papp 1998. Bracon cisellatus ingår i släktet Bracon och familjen bracksteklar. Inga underarter finns listade.